# لا إيخا دي ديوس
بلدية لا إيخا دي ديوس (بالإسبانية: La Hija de Dios) هي بلدية تقع في مقاطعة آبلة التابعة لمنطقة قشتالة وليون وسط إسبانيا.

## الديموغرافيا
يبلغ عدد سكان بلدية لا إيخا دي ديوس 77 نسمة عام 2011 (وفقاً للمعهد الوطني للإحصاء الإسباني).
| 114 | 112 | 103 | 88 | 79 | 81 | 77 |